# Ein perfekter Platz
Ein perfekter Platz ist ein französischer Spielfilm von Danièle Thompson aus dem Jahr 2006.

## Handlung
Jessica, die in der Kleinstadt Mâcon aufgewachsen ist, besucht ihre Großmutter Madame Roux im Altersheim. Diese erzählt der Enkelin, wie sie einst in Paris zu arbeiten anfing. Da sie sich ein Leben in Luxus nicht leisten konnte, arbeitete sie eben im Luxus – als Hotelmädchen in einem Nobelhotel. Auch Jessica begibt sich nun in Paris auf die Suche nach Arbeit. Nach zahlreichen Absagen erhält sie eine Stelle zur Probe in einem Café, das sich unweit des Théâtre des Champs-Élysées befindet, in dem Theater- und Musikaufführungen stattfinden. Eigentlich arbeiten in dem Café nur Männer. Da in den nächsten Tagen jedoch parallel ein Konzert des bekannten Pianisten Jean-François Lefort sowie die Premiere eines Feydeau-Stückes mit der bekannten Fernsehschauspielerin Catherine Versen stattfinden werden und zudem zwei Kellner wegen Krankheit ausfallen, erhält Jessica eine Chance. Ein drittes Ereignis ist für den Tag der beiden Premieren direkt in einem an das Theater angrenzenden Museum geplant: Der alte Kunstsammler Jacques Grumberg will seine hochkarätige Gemäldesammlung veräußern. Neben zahlreichen Bildern steht dabei auch Brâncușis Werk Der Kuss zum Verkauf.
Über ihre Arbeit kommt Jessica mit den Beteiligten in Kontakt. Sie alle haben Zweifel. Jean-François Lefort befindet sich in einer Sinnkrise. Er hat erkannt, dass andere Personen ihre Arbeit einfach aufgeben und etwas anderes anfangen können. Er selbst ist Pianist und wird nie etwas anderes als Pianist sein können. Sein Traum wäre es jedoch, aus den Zwängen des Berufes auszubrechen und für Arme, Kranke oder gänzlich Musikuninteressierte zu spielen. Als er dies seiner Frau Valentine gesteht, die nicht nur seit 13 Jahren an seiner Seite steht und jedes seiner Konzerte mitverfolgt hat, sondern auch seine Managerin ist, droht die Ehe zu zerbrechen. Valentine ist nicht bereit, mit ihm in ein Haus in der Einsamkeit an einem See zu ziehen. Am Abend des Konzerts unterbricht Lefort plötzlich sein Spiel. Die bei Konzerten übliche Kleidung mit Fliege und Frack ist ihm zu warm und so zieht er sich bis auf ein T-Shirt aus, bevor er das Stück beendet. Der Applaus ist dennoch groß. Am Ende kommen Lefort und seine Frau wieder zusammen, zumal sich Lefort auch mit dem Gedanken an ein Haus am Meer anfreunden könnte.
Catherine Versen verzweifelt an ihrem Beruf. Tagsüber probt sie das leichte Feydeau-Stück, in das sie zum Leidwesen des Regisseurs tiefgründige Aspekte hineininterpretiert. Abends dreht sie neue Folgen einer Serie mit ihr als Richterin, die aktuell im Fernsehen läuft und die Zuschauerinnen regelmäßig zu Tränen rührt. Sie selbst steht ihrem Ruhm kritisch gegenüber. Sie will als Künstlerin anerkannt werden, erhält jedoch von Fans nur Lob für ihre Serienrolle und kann die öffentliche Aufmerksamkeit zeitweise kaum ertragen. Ihr Ziel ist eine Zusammenarbeit mit dem renommierten Regisseur Brian Sobinsky, der gerade in Paris weilt, um Darsteller für einen neuen Film über Simone de Beauvoir zu casten. Obwohl sie offensiv auf ihn zugeht, ignoriert er sie zunächst, ist jedoch von ihr angetan, als er sie in der Serie im Fernsehen sieht. Sie wiederum legt ihm dar, wie er Simone de Beauvoir eigentlich zu sehen hat und er ist von ihrer Interpretation angetan. Ihre Vorstellung in der Feydeau-Komödie wird ein großer Publikumserfolg und nach der Premiere wartet Sobinsky schließlich in Catherines Garderobe. Er bittet sie, das neue Skript für den Beauvoir-Film mit ihm gemeinsam zu erarbeiten und Catherine wird vor Begeisterung ohnmächtig.
Jacques Grumbergs Entschluss, seine Sammlung zu verkaufen, bringt ihn nach Jahren wieder in Kontakt mit seinem Sohn Frédéric. Jacques’ Frau ist verstorben und er hat in der jungen Valérie eine neue Freundin gefunden. Frédéric ist gegen die Beziehung, doch kennt Jacques nicht den wahren Grund dafür: Frédéric war einst selbst mit Valérie zusammen. Später hat Frédéric geheiratet, doch wurde er vor kurzem von seiner Frau verlassen. Die Versteigerung der Kunstsammlung berührt Frédéric persönlich: Brâncușis Der Kuss war das Lieblingswerk seiner verstorbenen Mutter. Frédéric wiederum weiß nicht, dass sein Vater die Sammlung vor allem zu Lebzeiten in neue, würdige Hände geben will. Er ist an Krebs erkrankt und befindet sich in Behandlung. Im Zuge der Vorbereitung der Versteigerung nähern sich Jacques und sein Sohn an. Frédéric wiederum findet Gefallen an Jessica, die ihm immer wieder zufällig über den Weg läuft. Beide werden ein Paar. Bei der Versteigerung beginnt Frédéric zunächst vom Vater unbemerkt, ebenfalls auf die Skulptur Der Kuss zu bieten, die innerhalb kürzester Zeit auf einen Wert von mehreren Millionen Euro gestiegen ist. Jacques ist beschämt und zieht den Posten aus der Auktion zurück, um ihn Frédéric zu übergeben. Jessica hat unterdessen ihre Großmutter nach Paris geholt. Ihr Geld reicht aus, um der Großmutter eine Nacht in einem Nobelhotel zu bezahlen, in dem sie früher nur gearbeitet hat. Madame Roux ist glücklich, auch wenn Jessica nicht bei ihr bleibt. Sie zieht es zurück zu ihrem Café, diesmal jedoch als Gast: Sie trifft sich mit Frédéric, der dort mit dem verpackten Brâncuși auf sie gewartet hat.

## Produktion

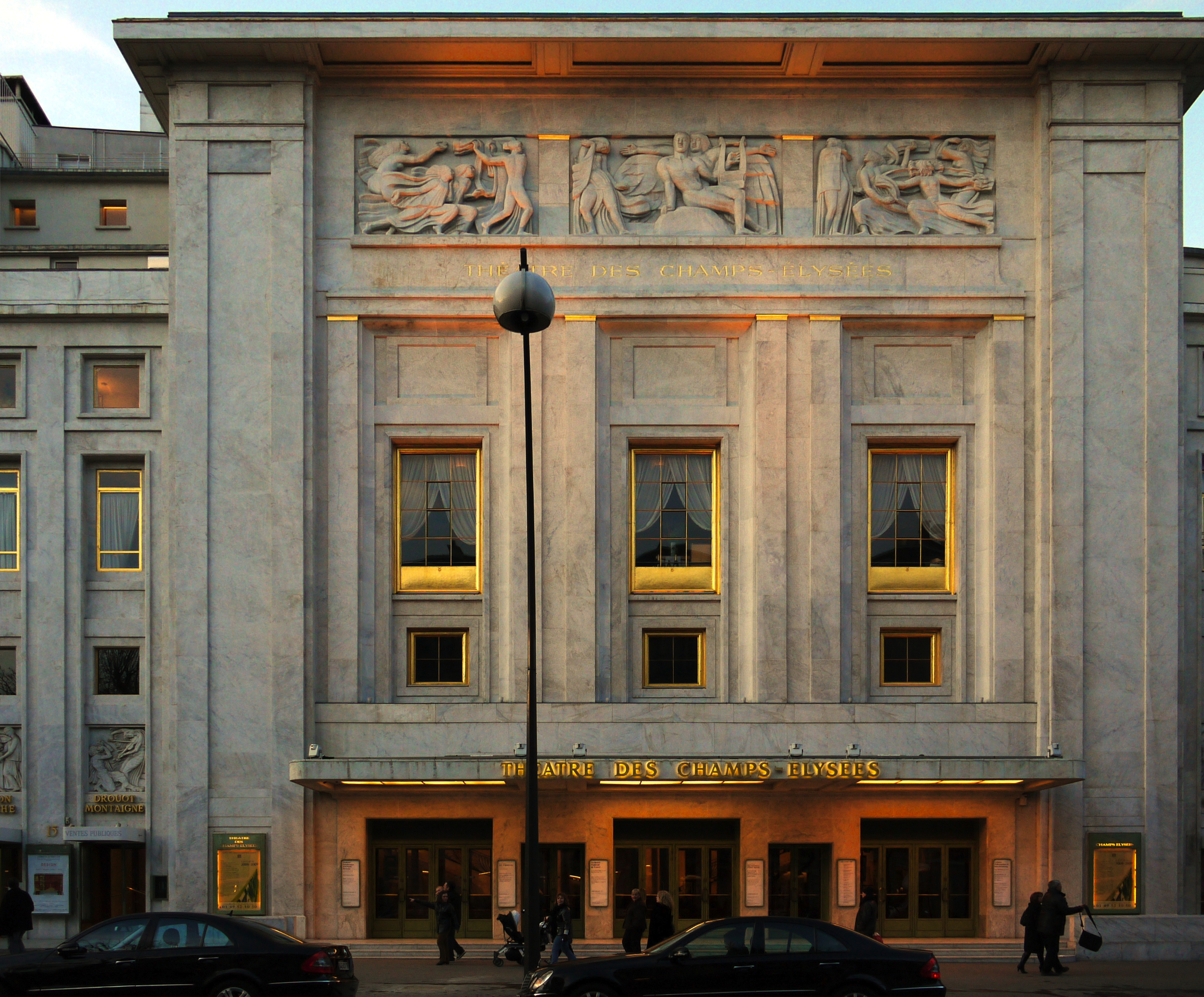
Das Théâtre des Champs-Élysées, ein Drehort des Films

Ein perfekter Platz wurde im Frühjahr 2005 an Schauplätzen an der Avenue Montaigne in Paris gedreht. Drehorte waren unter anderem das Théâtre des Champs-Élysées, das Auktionshaus Drouot und das Luxushotel Plaza Athénée. Die Studioaufnahmen wurden in Boulogne-Billancourt gedreht. Kurz nach Ende der Dreharbeiten verstarb Suzanne Flon, die im Film die Großmutter Madame Roux darstellt. Der Film ist ihr mit den Worten „À Suzanne“ gewidmet.
Ein perfekter Platz erlebte am 21. Januar 2006 auf dem Festival de L’Alpe d’Huez seine Premiere und lief am 15. Februar 2006 in den französischen Kinos an. In Deutschland war der Film ab 31. August 2006 in den Kinos zu sehen und kam im März 2007 auf DVD heraus. Das Erste zeigte Ein perfekter Platz am 8. Februar 2009 erstmals im deutschen Fernsehen.

## Kritik
Für den film-dienst war Ein perfekter Platz eine „unterhaltsame, leichte Komödie, zugleich eine liebevolle Milieustudie.“ „Leichtfüßig verweben sich kleine Episoden zu einer charmanten Liebeserklärung an die Künstlerszene“, befand Der Spiegel. Für Cinema hatte der Film „viel französische[n] Charme, eine Prise Melancholie und erstklassige Schauspieler“; der Film sei ein „humorvolle[s] Drama über Leben und Lieben in Paris“. Critic.de meint, die Regisseurin habe „einen flotten und sehr einnehmenden Film“ gedreht, indem sie „einigen ihrer Schauspieler vergnügte Kabinettstückchen auf den Leib geschrieben“ habe.

## Auszeichnungen
Valérie Lemercier erhielt 2007 für ihre Darstellung in Ein perfekter Platz einen César als Beste Nebendarstellerin. Der Film war für vier weitere Césars nominiert: In der Kategorie Beste Hauptdarstellerin (Cécile de France), Beste Nebendarstellerin (Dani), Bester Schnitt (Sylvie Landra) und Bestes Originaldrehbuch (Danièle Thompson, Christopher Thompson).
Der Film war Frankreichs Beitrag für die Oscarverleihung 2007 in der Kategorie Bester fremdsprachiger Film, erreichte jedoch nur die Shortlist.

## Synchronisation
Die deutsche Synchronfassung schuf die Studio Babelsberg Synchron GmbH. Heinz Freitag war für Dialogbuch und -regie verantwortlich.
| Rolle                | Darsteller           | Synchronsprecher  |
| -------------------- | -------------------- | ----------------- |
| Jessica              | Cécile de France     | Tanja Geke        |
| Catherine Versen     | Valérie Lemercier    | Sabine Falkenberg |
| Jean-François Lefort | Albert Dupontel      | Tom Vogt          |
| Jacques Grumberg     | Claude Brasseur      | Peter Groeger     |
| Frédéric Grumberg    | Christopher Thompson | Johannes Berenz   |
| Claudie              | Dani                 | Judy Winter       |
| Valentine Lefort     | Laura Morante        | Arianne Borbach   |
| Madame Roux          | Suzanne Flon         | Luise Lunow       |
| Brian Sobinsky       | Sydney Pollack       | Peter Carsten     |
| Marcel               | François Rollin      | Michael Pan       |
| Valérie              | Annelise Hesme       | Nana Spier        |
| Magali Garrel        | Françoise Lépine     | Victoria Sturm    |
| Félix                | Michel Vuillermoz    | Peter Reinhardt   |